# Leonor Martínez Baroja
Leonor Martínez Baroja (Cenicero, 1926) es una fotógrafa hispano-argentina nacida en La Rioja española y que emigró con su familia a Argentina en la niñez. Fotógrafa profesional en Buenos Aires durante cuatro décadas, ya en la segunda década del siglo XXI, con 87 años, ha regresado a España con la intención de conseguir que alguna institución recoja y se responsabilice de su legado.

## Biografía
Leonor Martínez Baroja tenía sólo 3 años cuando emigró con su madre y su hermana mayor a Argentina desde su entonces pobre localidad natal para unirse a su padre, que ya estaba asentado en la capital, donde tenía una tienda. Utiliza los apellidos de su madre, Niceta, porque su padre, Manolo Baños Olavarrieta, no ejerció realmente como tal y abandonó a la familia al poco de llegar ellas, estableciéndose en Uruguay.
En Argentina no fue a la escuela y aprendió a leer a partir de los titulares de los periódicos.
En 1936, con tan sólo 10 años y llegando a un país en guerra, regresó de nuevo a España. Desatendida por sus tíos acabó escapándose y viviendo en la calle, aunque por suerte un tiempo después fue recogida por las autoridades en Zaragoza y devuelta a La Rioja recogida y educada en el convento de las agustinas de Torrecilla en Cameros.
En 1943, con 15 años, volvió a Argentina definitivamente y comenzó a trabajar de sirvienta en una casa, aunque ya entonces quería ser artista, algo que su madre no aprobaba.
Mientras desarrollaba otros trabajos como costurera, cuidando enfermos, o como trabajadora en una empresa textil, fue creando un perfil ideológico que la llevó a afiliarse al partido comunista, en el cual conoció a su futuro marido, Antonio V. Marsicano. Con él tendría dos hijas (Marian y Andrea) y participaría en las primeras huelgas contra el peronismo.

## Trabajo fotográfico
Enamorada del cine y del arte, desde su juventud ya tenía clara su pasión por la imagen. Tras ver a una mujer retocando fotografías descubrió que eso le apasionaba y poco después se convirtió en la ayudante del fotógrafo Anatole Saderman, junto al que estuvo 10 años. Comenzó a retocar diapositivas para otros fotógrafos.
Con sus primeros ahorros, a los 25 años adquirió una Rolleiflex que todavía conserva. Con ella hacía fotografía de calle y retrataba a artistas en sus estudios, aunque antes ya lo hacía con una cámara de Anatole Saderman.
En su barrio de Banfield su marido le construyó un estudió para que trabajara en él cuando acostaba a sus hijas al mismo tiempo que en la calle colocaba un escaparate con sus fotografías. A partir de entonces la gente la buscaba para que les hiciera fotos.
Entre sus trabajos participó en la primera manifestación de las Madres de la Plaza de Mayo y fotografiaba los mercados, las calles y las personas del sur de Buenos Aires. Entre los numerosos personajes conocidos a los que retrató están Ernesto Sabato, Juan Carlos Castagnino, el pintor Carlos Alonso y la escultora Raquel Forner.
Trabajó para el periódico cultural Propósitos, editado por Leónidas Barletta

## Premios y reconocimientos
- 1955. Segundo Premio Internacional asociación argentina

## Libros
- 1979. Forte. La alegría de pintar, de César Magrini, sobre Miguel Ángel Forte, con fotografías de Leonor y de Sergio Brandi y Eduardo Riggio.[6]
- 1993. Buenos Aires al sur,  27 imágenes de la década de los 70.[7][8]